# Nie ma miłości bez zazdrości
Nie ma miłości bez zazdrości – piąty studyjny album Violetty Villas. Album został zremasterowany i wydany na płycie kompaktowej przez Andromedę w 2001 roku.

## Lista utworów - LP
Strona A
1. Sosna z mego snu 3:03 (A. Januszko - T. Urgacz)
2. Mechaniczna lalka 5:59 (V. Villas - A. Osiecka)
3. Dzikuska 3:00 (L. Bogdanowicz - A. Osiecka)
4. Wszędzie gdzie ty 5:22 (A.Januszko - T.Urgacz)
5. Ja jestem Violetta 2:45 (L.Bogdanowicz - Z.Stawecki)

Strona B
1. Nie ma miłości bez zazdrości 4:58 (V.Villas - V.Villas)
2. Zabierz Mnie Z Barcelony 2:46 (L.Bogdanowicz - A.Osiecka)
3. Uważaj 2:58 (L.Bogdanowicz - S.Werner, M.Łebkowski)
4. Kto się komu śni 6:14 (V.Villas - T.Urgacz)
5. Jesteś mi potrzebny 3:52 (L.Bogdanowicz - J.Podkomorzy)

## Lista utworów - CD
1. Sosna z mego snu 3:03 (A. Januszko - T. Urgacz)
2. Mechaniczna lalka 5:59 (V. Villas - A. Osiecka)
3. Dzikuska 3:00 (L. Bogdanowicz - A. Osiecka)
4. Wszędzie gdzie ty 5:22 (A.Januszko - T.Urgacz)
5. Ja jestem Violetta 2:45 (L.Bogdanowicz - Z.Stawecki)
6. Nie ma miłości bez zazdrości 4:58 (V.Villas - V.Villas)
7. Zabierz Mnie Z Barcelony 2:46 (L.Bogdanowicz - A.Osiecka)
8. Uważaj 2:58 (L.Bogdanowicz - S.Werner, M.Łebkowski)
9. Kto się komu śni 6:14 (V.Villas - T.Urgacz)
10. Jesteś mi potrzebny 3:52 (L.Bogdanowicz - J.Podkomorzy)

piosenki dodatkowe
1. Przyjdzie na to czas 3:19 (Al Legro - K. Winkler)
2. Czterdzieści kasztanów 2:58 (S. Musiałkowski - B. Choiński, J. Gałkowski)
3. Józek 2:32 (W. Kolankowski - L.J. Kern)
4. Pucybut z Rio 3:09 (H. Jabłoński - J. Kasprowy)

## Single
- 1978 - Wszędzie gdzie ty
- 1979 - Jesteś mi potrzebny
- 1980 - Sosna z mego snu
- 1987 - Sosna z mego snu/Zabierz mnie z Barcelony (Muza SS-721)
- 1987 - Wszędzie gdzie ty/Dzikuska (Muza SS-733)

## Niewydane nagrania
- Szaloną być - wydany w 1995 roku na składance „Tylko Tobie - Złote Przeboje”.
- Kiedy przyjdzie zasnąć na dłużej - wykonany w recitalu telewizyjnym z 1978 roku.
- Nie ma miłości bez zazdrości - od 1970 roku nagrano wiele wersji tej piosenki, często zmieniano tekst i część aranżacji.
- Mechaniczna lalka - na albumie „Złote przeboje” z 2000 roku znajduje się ten utwór z nieco innym wstępem.